# Подводные лодки типа «Вилк»
Подводные лодки типа «Wilk» — серия польских минно-торпедных подводных лодок, построенных в 1920-30 годах. Было построено три лодки: «Wilk», «Żbik» и «Ryś» («Волк», «Лесной кот» и «Рысь»).
В соответствии с разработанным в начале 1920-х годов т.н. «Малым планом развития флота», планировалось построить 9 подводных лодок, в том числе три минных заградителя. К постройке привлекались исключительно французские верфи, так как она должна была финансироваться за счёт кредита, предоставляемого правительством Франции.

## Подводная лодка «Wilk»

### История
Подводный минный заградитель «Wilk» был построен на французской верфи Chantiers Augustin Normand в Гавре по заказу польского флота. Соглашение было подписано 1 декабря 1926 года, а строительство началось в начале 1927. Корабль был спущен на воду 12 апреля 1929 и получил название «Wilk». Комплектование и испытания были завершены в октябре 1931 года и лодка вошла в состав польского флота 31 октября 1931.
4 декабря 1931 «Wilk» вошла в состав подводного минного дивизиона. Вместе с другими лодками совершила несколько зарубежных визитов, в том числе в 1932 году в Стокгольм, в 1934 году в Амстердам и в 1935 году в Таллин.

### Служба
Начало Второй мировой войны, 1 сентября 1939 года, лодка «Wilk» встретила в порту Оксиве, затем получили приказ на патрулирование в заливе Гданьска. 2 сентября был замечен немецкий эсминец «Эрих Штайнбринк». Но из-за атаки тральщиками М4 и M7, лодка атаку не проводила (по данным немецких источников, «Эрих Штайнбринк» сообщили, о торпедной атаке. Правда данная информация подтверждений не имеет). Во время атаки тральщиками был поврежден лёгкий корпус, что вызвало течь в топливных цистернах. Возможно, именно это нефтяное пятно и спасло лодку которая лежала на дне на глубине 60 метров. 3 сентября «Wilk» установила минное поле в заливе Гданьска из 20 мин (скорее всего, именно на одной из этих мин 7 сентября 1939 подорвался немецкий рыболовный траулер «Heimat»). В течение 4 сентября «Wilk» был вновь атакован глубинными бомбами с тральщиков и целый день пролежал на грунте, всплыв ночью для зарядки батарей. 5 сентября лодка была снова атакована глубинными бомбами и получила незначительные повреждения (рули глубины, магнитный компас, затопление левой ЦГБ, утечка топлива) и погрузилась на глубину 87 м. Тем временем Германия поспешила сообщить о потоплении польских лодок тральщиком М4. В ночь на 6 сентября с лодки наблюдали караван немецких судов, но не смогли выйти на боевую позицию из-за судов сопровождения. 9 сентября «Wilk» в район севернее мыса Стило. В этот же день с лодки снова был замечен конвой, но атаковать опять не смогли. Из-за повреждений и невозможности пополнить запасы топлива в польских портах, 11 сентября лодка получила разрешение уйти в Великобританию или интернировать лодку в Швеции. По сообщениям Болеслава Романовского, «Wilk» заметил тяжелый крейсер «Адмирал Хиппер» в заливе Мекленбург, что очень сомнительно. В ночь с 14 на 15 сентября лодке в позиционном положении удалось пройти через пролив Зунд (лодка прошла на дистанции в 60 м от немецкого эсминца «Richard Beitzen» и миноносца T 107, которые приняли её за шведский корабль). 15 сентября «Wilk» атаковала немецкую лодку U-48 у острова Анхольт, но торпеда прошла мимо. 20 сентября «Wilk» пришла в Росайт в Великобритании.
«Wilk» был переведен в Скапа-Флоу, где оставался до середины октября. Затем он был переведён в Данди для ремонта, в течение которого такие установлен гидролокатор и установлены британские 533 мм торпедные аппараты. 23 ноября 1939 лодка вошла в состав второй подводной флотилии в Росайте. В период с ноября 1939 по январь 1941 года лодка участвовала в операциях на Северном море. Успехов лодка не добилась, но некоторые суда были повреждены огнём палубного орудия. В последний свой поход «Wilk» вышел 8 января 1941 года, после этого лодка была переведена в учебный дивизион. В общей сложности в течение 9 боевых походов лодка прошла 9978 миль. 2 апреля 1942 года лодка была переведена в резерв в Девонпорт. 28 сентября 1946 польское правительство в Великобритании передало лодку британскому флоту.
Польское правительство предложило обменять «Wilk» на британскую подлодку, но из-за усложнившейся политической ситуации обмен произведен не был. В связи с изношенность в октябре 1952 «Wilk» была передана Польше. Из-за неудовлетворительного состояния и убыточности ремонта в 1954 лодка была выведена из состава флота и списана на слом.

## Подводная лодка «Ryś»

### Межвоенный период
Подводная лодка «Ryś» была первой польской подводной лодкой. Лодка относилась к классу подводных минных заградителей «Wilk». Киль был заложен на стапеле 28 мая 1927 года. Спуск на воду состоялся 22 апреля 1929 года. Первым капитаном лодки стал Эдвард Жистовки. В июле 1931 лодка прошла испытания, а 2 августа был торжественно поднят польский флаг. 19 августа ПЛ «Ryś» пришла в Гдыню. Между 1932—1935 лодка совершила несколько учебных походов, а также сделал несколько визитов в Таллин и Хельсинки. 1936 год стал очень неудачным для корабля. В феврале, при проведении патрулирования в Финском заливе, лодка была перехвачена двумя советскими эсминцами и была вынуждена всплыть. Она была отконвоирована в Кронштадт для дачи объяснения, а затем вернулась в Гдыню. 1 апреля на борту произошел взрыв аккумуляторной батареи, было ранено 14 моряков. В результате этого инцидента командир дивизиона подводных лодок, капитан-лейтенант Евгений Плавский был отстранён от должности. В 1937—1938 годах лодка совершила ряд учебных походов и визитов. В августе 1939 лодка была переведена в Хель.

### Вторая мировая война
1 сентября 1939 лодка, в соответствии с приказом, вышла в море в 6:00. По плану район патруля лодки был к северо-востоку от полуострова Хель. Район патруля был назначен по координатам 54 ° N и 19 ° W, а район для зарядки аккумулятора — дальше на север (координаты 55 ° N 19 ° W). Во время патрулирования в районе лодка столкнулась с двумя эсминцами типа Leberecht Maass, несколькими катерами и тральщиками, но расстояние было слишком велико для торпедной атаки.
2 сентября с 11:35 до 18:45 лодка была атакована восемью немецкими самолетами, но повреждений не получила. В тот же день с лодки были замечены немецкий тральщик и охотник, но лодке удалось уйти незамеченной.
4 сентября 1:00 лодка встретила неизвестный корабль, который лег на её курс. После погружения было обнаружено ещё два корабля. Подлодка пыталась уйти от преследования. Командир лодки понял, что оторваться от преследователей под водой не удастся, принял решение всплыть и уходить в надводном положении. Во время преследования выявились все дефекты лодок класса «Wilk». Высокий шум механизмов, что помогало преследовать лодку под водой, отсутствие гидрофонов, небольшая глубина для использования перископа. Лодка идущая на перископной глубине (12 метров) была заметна для авиации, чем и воспользовались немцы. Так же лодку выдавал нефтяной след который образовался из-за течи топливных цистерн. Командир принял решение зайти в порт на полуострове Хель, но был предупрежден станцией наблюдения о 10 немецких торпедных катерах к северу от входа в порт. Однако, течь в цистернах увеличивалась и лодка все же вошла в порт.
На следующий день лодка была введена в док. Повреждения оказались серьёзными и быстрый ремонт был не возможен, поэтому топливо было откачано из цистерны. Затем лодка вышла в море с пограничным катером «Баторий», который должен был следить оставляет ли лодка масляный след. Масляных следов обнаружено не было и лодка вышла на задание по постановке мин в 8 милях севернее Хель. В результате операции удалось установить только 10 мин из-за наличия большого количества немецких судов в данном районе.
11 сентября подлодка получила приказ из штаба уходить в Великобританию или интернироваться в Швеции. Запасы топлива не позволяли идти в Великобританию и капитан принял решение оставаться на патрулировании, а когда закончиться топливо уходить в Швецию. В 22:35 лодка наткнулась на немецкий конвой, но смогла уйти.
12 сентября лодка оказалась в районе маяка Эланд. Море сильно штормило. Перископ постоянно заливало и командир лодки принял решения погрузиться на большую глубину, чтобы дать отдых экипажу. 14 сентября капитан отправил запрос в штаб о том, может ли он атаковать любые немецкие корабли. Ответ он получил отрицательный и вынужден был действовать согласно международных законов, по которым можно было атаковать только боевые корабли или транспорты в сопровождении боевых кораблей. Из-за отсутствия гидролокаторов и проблемами с топливными цистернами, капитан принял решение уходить в Швецию.
8 сентября в 2:25 подводная лодка «Ryś» подошла к маяку Алмагрудет. В 7:15 утра к лодке подошел шведский торпедный катер, и лодка была впущена в порт. Согласно международному праву лодка могла находиться в нейтральном порту только в течение 24 часов, но после обследования лодки, стало ясно, что срочный ремонт не возможен и было принято решение об интернировании лодки. До конца войны лодка находилась в Швеции.

### После окончания войны
После завершения войны Польша начала вести переговоры о возврате лодки. В 1946 году лодка была возвращена в Польшу. 6 мая того же года началась его реконструкция, которая продолжалась до начала 1949. Во время своей послевоенной службы лодка вместе с лодками «Sęp» («Гриф») и «Żbik» составила ядро польского подводного флота. В начале службы лодка использовалась как учебная для подготовки подводников, а также совершила несколько визитов. В начале 50-х годов лодка проходила модернизацию, был заменён торпедный аппарат под советские торпеды и демонтированы минные шахты. Под конец своей службы лодка использовалась как учебная. Лодка была выведена из состава флота 8 сентября 1955. В 1956 она была сдана на слом.

## Подводная лодка «Żbik»
Лодка не принимала участия в боевых действиях. С 25 сентября вместе с лодкой «Sęp» была интернирована до конца войны в Швеции.